# Zi de sărbătoare
Zi de sărbătoare (în franceză Jour de fête) este un film de comedie francez din 1949, regizat de Jacques Tati.

## Distribuție
- Jacques Tati - François
- Paul Frankeur - Marcel
- Guy Decomble - Roger